# Turismo in Belgio

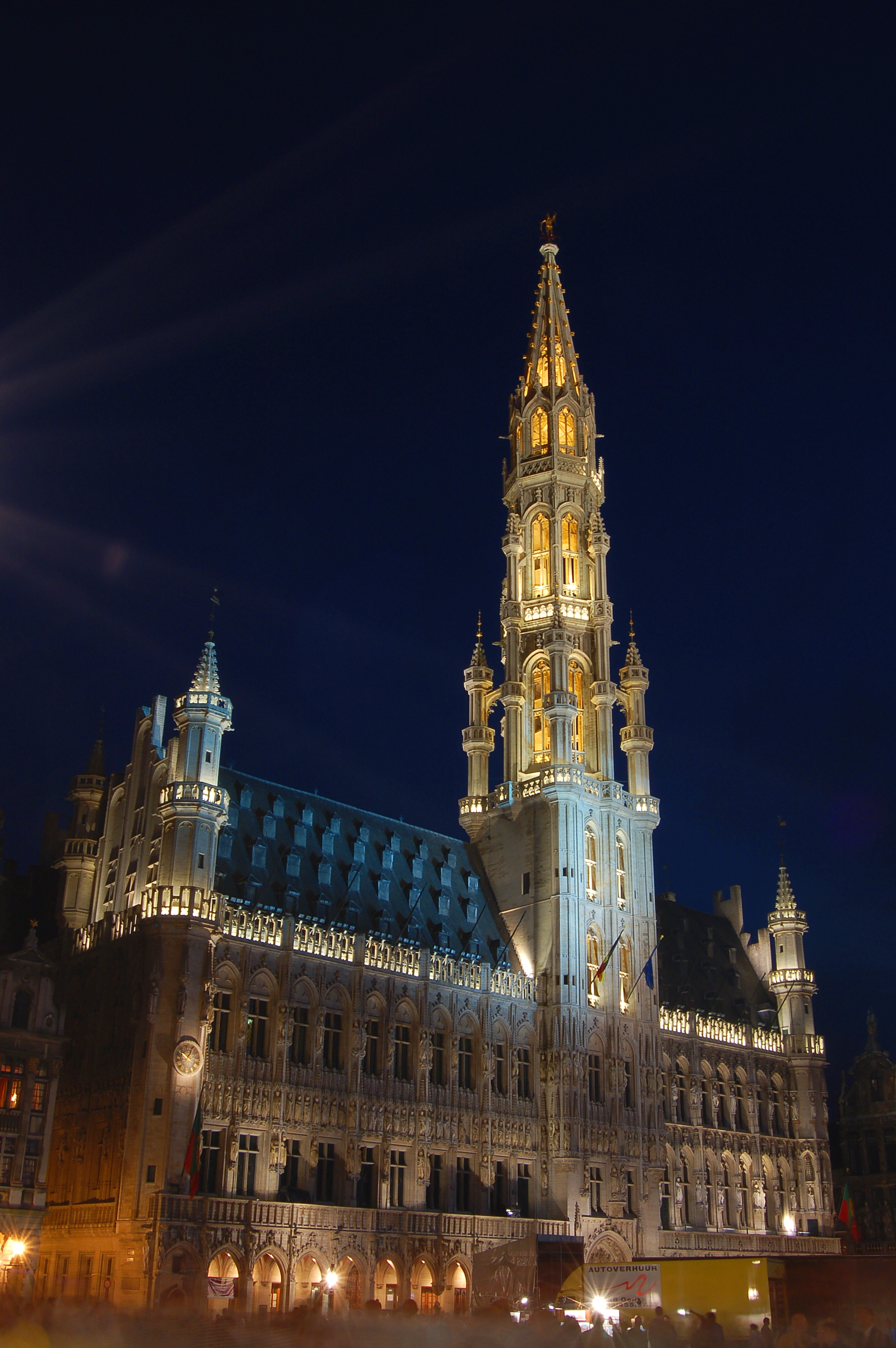
Il municipio sulla Grand Place di Bruxelles

Il turismo in Belgio è una delle industrie del Belgio. La sua accessibilità da altre parti d'Europa la rende una popolare destinazione turistica. Secondo Tourism Satellite Account, l'industria del turismo genera il 2,3% del valore aggiunto lordo belga e impiega il 6,7% della popolazione attiva. 6,7 milioni di visitatori si sono recati in Belgio nel 2018.
Come molte istituzioni nazionali in Belgio, le agenzie turistiche nazionali sono suddivise lungo linee regionali con due agenzie turistiche: l'Ufficio turistico belga di Bruxelles e Vallonia, per le regioni della Vallonia e di Bruxelles-Capitale, e Toerisme Vlaanderen, che copre le Fiandre, seppur includendo anche Bruxelles.
Nel 1993, il 2% della forza lavoro totale era impiegata nel turismo, percentuale minore a molti paesi limitrofi. Gran parte dell'industria del turismo si trova sulla costa o nelle Ardenne. Bruxelles e le città d'arte fiamminghe di Bruges, Gand, Anversa, Leuven e Mechelen attirano molti turisti culturali. Gran parte del turismo a Bruxelles è turismo d'affari.
Nel 2017, il Belgio si è classificato al 21º posto nel Travel and Tourism Competitiveness report del Forum economico mondiale. Il Paese si è piazzato 4° per "salute e igiene" e 6° per "infrastrutture terrestri e portuali", ma solo 105º al mondo per "competitività di prezzo" e 122° per "risorse naturali". Negli ultimi anni, il numero di turisti internazionali è cresciuto in modo esponenziale, come mostrato da Tourisme Vlaanderen.

## Arrivi per nazione
La maggior parte dei visitatori che arrivano in Belgio provengono dai seguenti paesi:
| #  | Paese       | 2014      | 2015      | 2016      |
| -- | ----------- | --------- | --------- | --------- |
| 1  | Paesi Bassi | 1 705 537 | 1 919 413 | 1 854 486 |
| 2  | Francia     | 1 264 291 | 1 285 610 | 1 202 041 |
| 3  | Regno Unito | 1 026 003 | 1 043 613 | 868 173   |
| 4  | Germania    | 868 250   | 945 974   | 865 031   |
| 5  | Spagna      | 366 474   | 360 220   | 304 598   |
| 6  | Stati Uniti | 366 061   | 388 423   | 299 907   |
| 7  | Italia      | 299 864   | 294 945   | 224 762   |
| 8  | Cina        | 169 075   | 209 045   | 147 654   |
| 9  | Lussemburgo | 100 002   | 114 899   | 110 953   |
| 10 | Svizzera    | 108 031   | 118 796   | 91 308    |
| 11 | Polonia     | 87 698    | 94 937    | 90 914    |
| 12 | Svezia      | 69 994    | 68 021    | 65 117    |
| 13 | Danimarca   | 60 330    | 61 927    | 63 415    |
| 14 | Russia      | 97 183    | 72 630    | 60 386    |
| 15 | Irlanda     | N/A       | N/A       | 57 266    |
| 16 | Turchia     | 49 475    | 61 538    | 55 410    |
| 17 | Portogallo  | N/A       | N/A       | 54 221    |
| 18 | Canada      | 59 289    | 61 357    | 50 521    |
| 19 | Giappone    | 111 939   | 96 444    | 50 253    |
| 20 | Romania     | N/A       | N/A       | 45 077    |
|    | Totale      | 7 887 426 | 8 354 753 | 7 481 422 |